# Carlos Queiroz Telles
Carlos Queiroz Telles (São Paulo, 9 de março de 1936 — São Paulo, 17 de fevereiro de 1993) foi um escritor, poeta, e dramaturgo brasileiro.

## Biografia
Formou-se na Faculdade de Direito da Universidade de São Paulo e, logo depois de formado, participou ativamente da fundação do Teatro Oficina. Foi com a peça de sua autoria, A Ponte, que o grupo do Teatro Oficina estreou em 1958.
Em 1972, com A Viagem, num bem-sucedido e grandioso espetáculo de Celso Nunes, produzido por Ruth Escobar, Queiroz transpõe para a cena o poema épico Os Lusíadas, de Luís de Camões. É premiado como melhor autor com o Molière, Associação Paulista de Críticos de Artes - APCA, e Independência do Conselho Estadual de Cultura do Estado de São Paulo.
Até 1973 trabalhou como jornalista e como publicitário. Foi professor universitário da Escola de Comunicações e Artes da Universidade e, em 1977 , assumiu como diretor da TV Cultura. Tem quase vinte peças escritas e várias delas encenadas, em mais de vinte países.
Os maiores sucessos foram Muro de Arrimo, estrelada por Antonio Fagundes, e A Bolsinha Mágica de Marly Emboaba. Traduziu para os palcos clássicos como Medéia e Ricardo III.
Para a televisão escreveu a telenovela O Julgamento em parceira com Renata Pallottini (baseada em Os Irmãos Karamazov, de Dostoiévski, além de episódios de séries como Carga Pesada e Malu Mulher.
Recebeu dois prêmios Molière (em 72 e 76).
Morreu aos 57 anos, em função de complicações pós-operatórias após uma cirurgia para implantar uma ponte de safena.

## Dramaturgia
- 1958 - A Ponte, direção de Amir Haddad
- 1968 - O Vestibular
- 1971 - Draculinha, a Vida Acidentada de Um Vampirinho
- 1972 - A Semana - Esses Intrépidos Rapazes e Sua Maravilhosa Semana de Arte Moderna, direção de Fernando Peixoto
- 1972 - Frei Caneca, direção de Fernando Peixoto
- 1975 - Muro de Arrimo, direção de Antônio Abujamra
- 1975 - O Processo de Joana d´Arc, direção de Roberto Lage
- 1975 - Porandubas Populares, direção de Mário Masetti
- 1975 - A Bolsinha Mágica de Marly Emboaba, direção de Teresa Thiériot
- 1976 - Vamos Brincar de Papai e Mamãe Enquanto Seu Freud Não Vem, direção de Mário Masetti
- 1976 - Um Trágico Acidente, direção de Carlos Barretto
- 1978 - Arte Final, direção de Cecil Thiré
- 1984 - A Revolta dos Perus, direção de Augusto Francisco, Teatro Brasileiro de Comédia
- 1989 - Encontro na Madrugada
- 1990 - A Última Ceia
- 1991 - Paulista Revista
- 1991 - Banzai Brasil
- 1993 - Tietê Menino, direção de Roberto Lage
- 1993 - Pia, Anhembi
- 1953 - Sementes de Sol, Teatro Brasileiro de comédia

## Adaptação
- 1972 - A Viagem, a partir de "Os Lusíadas", de Luís de Camões, direção de Celso Nunes. Teatro Ruth Escobal
- 1974 - O Jogo do Poder, de William Shakespeare, direção de Gianni Ratto
- 1974 - Autos Sacramentais, de Calderón de la Barca, direção de Victor Garcia

## Prêmios e indicações

### Troféu APCA
| Ano  | Categoria              | Indicação             | Resultado |
| ---- | ---------------------- | --------------------- | --------- |
| 1973 | Melhor Autor de Teatro | Carlos Queiroz Telles | Venceu    |